# Municipio de Jiménez del Teul
El municipio de Jiménez del Teul es uno de los 58 municipios del estado mexicano de Zacatecas. Está ubicado en el oeste y limitado con el estado de Durango. Tiene una extensión de 1,173 km² y representa el 1.6% de la superficie del estado. La cabecera municipal se encuentra en la localidad de Jiménez del Teul.

## Demografía
De acuerdo a los resultados del Censo de Población y Vivienda de 2020 llevado a cabo por el Instituto Nacional de Estadística y Geografía, la población total del municipio es de 4465 personas, de los que 2210 son hombres y 2255 son mujeres.

### Localidades
El municipio incluye en su territorio un total de 40 localidades. Las principales, considerando su población del censo de 2020 son:
| Localidad                                | Población |
| Total Municipio                          | 4 465     |
| Jiménez del Teúl                         | 1 847     |
| Atotonilco                               | 641       |
| Sauces de Abajo (San José de los Sauces) | 200       |
| Sauces de Arriba                         | 185       |
| El Tepozán                               | 185       |
| Las Bocas                                | 166       |
| La Lagunita                              | 153       |

## Medios de comunicación
Cuenta con televisión abierta de Televisa y TV Azteca de Cerro El Papantón en la comunidad de Villa Insurgentes en el municipio de  Sombrerete.